# 1
Aquesta pàgina és per a l'any. Per al nombre, vegeu U (nombre).

## Esdeveniments

### Llocs

#### Àfrica
- Fundació d'Axum a Etiòpia.

#### Amèrica
- Moxos deixa de ser una important zona religiosa d'Amèrica del Sud.

#### Àsia
- A la Xina comença el regnat de l'emperador Ping de la Dinastia Han.
- Confuci rep el seu primer títol real nom pòstum: Senyor Baochengxun Ni.
- Introducció del Budisme en Xina.
- Comença l'Era Yuanshi a la Dinastia Han (Xina).
- A la Xina els funerals es tornen més elaborats, respecte als ornaments funeraris que ara inclouen: roba, joieria i models de soldats i servents.
- Es dissenya a la Xina torres de perforació de 18 metres d'altura.
- Construcció del primer gran port artificial a Israel.

#### Imperi Romà
- Tiberi sota les ordres d'August sufoca els revoltes a Germania (anys 1-5)
- Tiberi organitza un cens a l'imperi.
- August nomena a Ariobarzanes II rei d'Armènia.
- Gaius Caesar i Luci Emili Paul·le són assignats cònsols.
- S'extingeixen els lleons a l'Europa Occidental.
- Construcció de l'Aqüeducte d'Aqua Alsienta.
- Aparició de la seda a Roma.[1]

### Temàtiques

#### Literatura
- S'escriu el poema les Metamorfosis per Ovidi.
- Titus Livi escriu la seva monumental història de Roma (Ab Urbe Condita).

#### Religió
- Al naixement de Jesucrist (segons els cristians) es marca l'any de partida del seu calendari.
- El budisme és introduït a la Xina.

## Naixements
- Jesucrist, segons la data tradicional calculada per Dionís l'Exigu en el seu calendari. Modernament se sol considerar que va nàixer entre el 7 aC i el 2 aC.
- Luci Juni Gal·lió, cònsol romà en el 65.

## Necrològiques
- Tigranes IV d'Armènia
- Zhao Feiyan, emperadriu de la Xina.